# القطاطين (دوعن)
'

تعديل مصدري - تعديل

القطاطين هي إحدى قرى عزلة صيف بمديرية دوعن التابعة لمحافظة حضرموت، بلغ تعداد سكانها 81 نسمة حسب تعداد اليمن لعام 2004.